# Sittiparus
A Sittiparus a madarak osztályának verébalakúak (Passeriformes) rendjébe és a cinegefélék (Paridae) családjába tartozó nem.
Korábban ezeket a fajokat a Parus nembe sorolták, de a nem 2013-ban történt szétválasztása után létrehozták a Sittiparus nemet.

## Rendszerezésük
Egyes rendszerezések a Parus nembe sorolják az ide tartozó fajokat is.
A nembe az alábbi 5 faj tartozik:
- tarka cinege (Sittiparus varius)
- Iriomote-szigeti cinege (Sittiparus olivaceus) - a tarka cinegéről 2014-ben leválasztott faj, Iriomote sziget
- Owston-cinege (Sittiparus owstoni) - a tarka cinegéről 2014-ben leválasztott faj, Izu-szigetek
- barnamellű cinege (Sittiparus castaneoventris) - a tarka cinegéről 2014-ben leválasztott faj, Tajvan
- fehérhomlokú cinege (Sittiparus semilarvatus) vagy  (Parus semilarvatus)